# Deportivo Táchira FC
Deportivo Táchira FC is een Venezolaanse voetbalclub uit San Cristóbal. De club werd in 1974 opgericht.

## Geschiedenis
In 1970 stichtte de in Italië geboren Gaetano Greco een amateurclub in San Cristóbal, Juventus genaamd (naar de gelijknamige Italiaanse topclub). In 1974 werd de club omgevormd tot een professionele club. Op 11 januari 1974 stichtte Greco samen met twaalf andere mensen Deportivo San Cristóbal. De clubkleuren waren wit en blauw. In januari 1975 veranderde de club haar kleuren in geel en zwart, de kleuren van de staat Táchira. Tussen 1986 en 1999 heette de club Unión Atlético Táchira.
De club werd vijfmaal landskampioen en won één keer de beker van Venezuela.
Deportivo Táchira is de Venezolaanse club met de meeste deelnames aan de Copa Libertadores, namelijk elf. In 2004 bereikte de club de kwartfinale van dit toernooi. Dit is de beste prestatie van een Venezolaanse club.

## Erelijst
- Landskampioen

1979, 1981, 1984, 1986, 2000, 2008, 2011, 2015, 2021, 2023, 2024
- Copa Venezuela

1982

## Bekende (ex-)spelers
- Wilker Ángel
- Gilberto Angelucci
- José Contreras
- Juan Enrique García
- Frankie Oviedo
- Richard Páez
- Tomás Rincón
- Mikel Villanueva